# 小仏宿
小仏宿（こぼとけじゅく）は、甲州街道の宿場である。日本橋から12番目の駒木野宿と13番目の小原宿の間の宿となる。小仏関所より下った方にあった。

## 概要
本陣と脇本陣はなく、集落の退廃は早かった。この宿場の先は最難所とも言われる小仏峠となり小原宿へ続く。
- 寶珠寺
- 宝珠寺
- 小仏トンネル
- 小仏峠
- 明治天皇小佛峠御小休止跡及御野立跡